# Hans-Jürgen Tritschoks
Hans-Jürgen Tritschoks (né le 9 novembre 1955) est un entraîneur allemand de football. 
Il entraîne les équipes de Bundesliga du FFC Brauweiler Pulheim de 2000 à 2002 et du 1. FFC Francfort de 2004 à 2008. 
Il remporte avec Francfort la coupe féminine de l'UEFA en 2006 et en 2008, la Bundesliga en 2005, 2007 et 2008 et la coupe d'Allemagne en 2007 et 2008.